# Basílio de Morães
Pour les articles homonymes, voir De Moraes et Júnior.
Basílio Emídio de Morães Júnior (né le 11 mai 1982 à João Pessoa) est un athlète brésilien, spécialiste du sprint. Il mesure 1,78 m pour 71 kg. Son club est l'Atletismo BM&F de São Paulo.

## Palmarès

### Championnats du monde d'athlétisme
- Championnats du monde d'athlétisme de 2007 à Osaka ( Japon)
  - éliminé en quart de finale sur 200 m
  - 4e en relais 4 × 100 m

### Jeux panaméricains
- Jeux Panaméricains de 2007 à Rio de Janeiro ( Brésil)
  -  Médaille d'or en relais 4 × 100 m

### Meilleures performances
- 100 m : 10.27A -0.3 	2h1 Cochabamba 29 mai 2005
- 200 m : 20.55A 0.0 	1 Cochabamba 29 mai 2005
- 400 m : 47.07 	1 Rio de Janeiro 31 mai 2003